# Premierzy Liechtensteinu
Premiera Księstwa Liechtensteinu (niem. Regierungschef des Fürstentums Liechtenstein) mianuje Książę na wniosek Landtagu. Stoi on na czele Rządu Liechtensteinu i jest pośrednikiem między monarchą, a resztą gabinetu. Kontrasygnuje on ustawy Landtagu i dekrety książęce, a w przypadku równości głosów w Rządzie to jemu przypada ostateczna decyzja. Zgodnie z umową koalicyjną między VU i FBP stanowisko premiera w koalicyjnym rządzie przypada tej partii, która osiągnęła wyższy wynik w wyborach, zaś z drugiej partii powoływany jest wicepremier. 
Stanowisko premiera pojawiło się w ustroju politycznym Księstwa wraz z wprowadzeniem konstytucji w 1921 r. i od tamtej pory urząd piastowało piętnaścioro szefów rządu – ośmiu z Postępowej Partii Obywatelskiej (FBP), sześcioro z Unii Patriotycznej (VU) oraz jeden z Chrześcijańsko-Społecznej Partii Ludowej (VP). 
Do 10 kwietnia 2025, gdy na czele rządu stanęła Brigitte Haas, wszyscy premierzy Liechtensteinu byli mężczyznami. Pierwszą kandydatką na premiera została Sabine Monauni z FBP przed wyborami w 2021 r. Jej partia przegrała jednak różnicą zaledwie 0,01% z VU, a Monauni została pierwszą kobietą na stanowisku wicepremiera.
Najdłużej na stanowisku premiera był Josef Hoop z FBP, którego rządy trwały 17 lat i 30 dni, a najkrócej – Markus Büchel, rządzący 203 dni. Był on również jedynym premierem w historii Księstwa, wobec którego przegłosowane zostało wotum nieufności w Landtagu.

## Lista Premierów Liechtensteinu
| Premier | Premier              | Kadencja         | Kadencja         | Kadencja        | Partia | Rząd | Książę              |
| Premier | Premier              | Od               | Do               | Długość         | Partia | Rząd | Książę              |
| ------- | -------------------- | ---------------- | ---------------- | --------------- | ------ | ---- | ------------------- |
| 1       | Josef Ospelt         | 2 marca 1921     | 4 maja 1922      | 1 rok, 63 dni   | FBP    | •    | Jan II Dobry        |
| –       | Alfons Feger         | 4 maja 1922      | 1 czerwca 1922   | 28 dni          | VP     | –    | Jan II Dobry        |
| –       | Felix Gubelman       | 1 czerwca 1922   | 6 czerwca 1922   | 5 dni           | FBP    | –    | Jan II Dobry        |
| 2       | Gustav Schädler      | 6 czerwca 1922   | 28 czerwca 1928  | 6 lat, 22 dni   | VP     | I    | Jan II Dobry        |
| 2       | Gustav Schädler      | 6 czerwca 1922   | 28 czerwca 1928  | 6 lat, 22 dni   | VP     | II   | Jan II Dobry        |
| –       | Alfred Liechtenstein | 28 czerwca 1928  | 4 sierpnia 1928  | 38 dni          | –      | –    | Jan II Dobry        |
| 3       | Josef Hoop           | 4 sierpnia 1928  | 3 września 1945  | 17 lat, 30 dni  | FBP    | I    | Franciszek I        |
| 3       | Josef Hoop           | 4 sierpnia 1928  | 3 września 1945  | 17 lat, 30 dni  | FBP    | II   | Franciszek Józef II |
| 3       | Josef Hoop           | 4 sierpnia 1928  | 3 września 1945  | 17 lat, 30 dni  | FBP    | III  | Franciszek Józef II |
| 4       | Alexander Frick      | 3 września 1945  | 16 lipca 1962    | 16 lat, 316 dni | FBP    | I    | Franciszek Józef II |
| 4       | Alexander Frick      | 3 września 1945  | 16 lipca 1962    | 16 lat, 316 dni | FBP    | II   | Franciszek Józef II |
| 4       | Alexander Frick      | 3 września 1945  | 16 lipca 1962    | 16 lat, 316 dni | FBP    | III  | Franciszek Józef II |
| 5       | Gerard Batliner      | 16 lipca 1962    | 18 marca 1970    | 7 lat, 245 dni  | FBP    | I    | Franciszek Józef II |
| 5       | Gerard Batliner      | 16 lipca 1962    | 18 marca 1970    | 7 lat, 245 dni  | FBP    | II   | Franciszek Józef II |
| 5       | Gerard Batliner      | 16 lipca 1962    | 18 marca 1970    | 7 lat, 245 dni  | FBP    | III  | Franciszek Józef II |
| 6       | Alfred Hilbe         | 18 marca 1970    | 27 marca 1974    | 4 lata, 9 dni   | VU     | •    | Franciszek Józef II |
| 7       | Walter Kieber        | 27 marca 1974    | 26 kwietnia 1978 | 4 lata, 30 dni  | FBP    | •    | Franciszek Józef II |
| 8       | Hans Brunhart        | 26 kwietnia 1978 | 26 maja 1993     | 15 lat, 30 dni  | VU     | I    | Franciszek Józef II |
| 8       | Hans Brunhart        | 26 kwietnia 1978 | 26 maja 1993     | 15 lat, 30 dni  | VU     | II   | Franciszek Józef II |
| 8       | Hans Brunhart        | 26 kwietnia 1978 | 26 maja 1993     | 15 lat, 30 dni  | VU     | III  | Franciszek Józef II |
| 8       | Hans Brunhart        | 26 kwietnia 1978 | 26 maja 1993     | 15 lat, 30 dni  | VU     | IV   | Jan Adam II         |
| 9       | Markus Büchel        | 26 maja 1993     | 15 grudnia 1993  | 203 dni         | FBP    | •    | Jan Adam II         |
| 10      | Mario Frick          | 15 grudnia 1993  | 5 kwietnia 2001  | 7 lat, 111 dni  | VU     | I    | Jan Adam II         |
| 10      | Mario Frick          | 15 grudnia 1993  | 5 kwietnia 2001  | 7 lat, 111 dni  | VU     | II   | Jan Adam II         |
| 11      | Otmar Hasler         | 5 kwietnia 2001  | 25 marca 2009    | 7 lat, 354 dni  | FBP    | I    | Jan Adam II         |
| 11      | Otmar Hasler         | 5 kwietnia 2001  | 25 marca 2009    | 7 lat, 354 dni  | FBP    | II   | Jan Adam II         |
| 12      | Klaus Tschütscher    | 25 marca 2009    | 27 marca 2013    | 4 lata, 2 dni   | VU     | •    | Jan Adam II         |
| 13      | Adrian Hasler        | 27 marca 2013    | 25 marca 2021    | 7 lat, 363 dni  | FBP    | I    | Jan Adam II         |
| 13      | Adrian Hasler        | 27 marca 2013    | 25 marca 2021    | 7 lat, 363 dni  | FBP    | II   | Jan Adam II         |
| 14      | Daniel Risch         | 25 marca 2021    | 10 kwietnia 2025 | 4 lata, 16 dni  | VU     | •    | Jan Adam II         |
| 15      | Brigitte Haas        | 10 kwietnia 2025 | –                | –               | VU     | •    | Jan Adam II         |